# Boston Teapot Trophy
Boston Teapot Trophy – międzynarodowe wyróżnienie przyznawane od 1964 żaglowcom, które w danym roku pokonają najdłuższy dystans w czasie 124 godzin (5 dób i 4 godziny). Pierwszym laureatem nagrody był włoski jol Corsaro II. Najwięcej wyróżnień otrzymał hiszpański szkuner Juan Sebastian De Elcano, do którego Boston Teapot Trophy trafiło dziewięć razy. Najdłuższy pokonany dystans w ciągu 124 godzin osiągnął norweski bark Statsraad Lehmkuhl w 2016 - przepłynął wówczas 1 556 Mm.

## Laureaci od 2007[3]
- 2019: STS Fryderyk Chopin (Polska)
- 2018: Statsraad Lehmkuhl (Norwegia)
- 2017: Statsraad Lehmkuhl (Norwegia)
- 2016: Statsraad Lehmkuhl (Norwegia)
- 2015: Juan Sebastian De Elcano (Hiszpania)
- 2014: Statsraad Lehmkuhl (Norwegia)
- 2013: ARM Cuauhtémoc (Meksyk)
- 2012: Statsraad Lemkuhl (Norwegia)
- 2011: Statsraad Lemkuhl (Norwegia)
- 2010: Statsraad Lemkuhl (Norwegia)
- 2009: Sagres (Portugalia)
- 2008: Statsraad Lemkuhl (Norwegia)
- 2007: Libertad (Argentyna)